# Baszków (osada leśna w województwie wielkopolskim)
Baszków – osada leśna w Polsce położona w województwie wielkopolskim, w powiecie krotoszyńskim, w gminie Zduny.